# کریستف دتیو
کریستف دتیو (انگلیسی: Christophe Detilloux؛ زادهٔ ۳ مهٔ ۱۹۷۴) دوچرخه‌سوار اهل بلژیک است.